# Рид, Джек
Джон Фрэнсис «Джек» Рид (англ. John Francis "Jack" Reed; род. 12 ноября 1949) — американский политик, сенатор США от штата Род-Айленд, член Демократической партии.

## Биография
Окончил Военную академию США, Вест-Пойнт (1971) и Гарвардский Университет (1973). После окончания университета, служил десантником в 82-й воздушно-десантной дивизии в Армии США.
В 1979 году ушёл в отставку и поступил на юридический факультет Гарвардского университета.
1985—1991 — член Палаты представителей Род-Айленда. 1991—1997 — член Палаты представителей США.
В 1996 году был избран в Сенат США. Переизбран в 2002 и 2008 годах.